# 芝山正親
芝山 正親（しばやま まさちか）は、安土桃山時代から江戸時代初期の武将、旗本。江戸幕府支配の初代堺政所（堺奉行）を務めた。

## 生涯
父正員とともに徳川家康に仕える。長篠の戦いでは使番として前線に赴いている。天正18年（1590年）小田原征伐に従軍。慶長7年（1602年）長田吉正とともに伏見奉行に任じられ、近江国内に500石を与えられた。慶長10年（1605年）父が没するとその遺領も継承して800石となる。慶長19年（1614年）堺政所に任じられ、以後堺政所は幕府直轄の奉行となった。同年に起きた大坂冬の陣では豊臣軍に奉行所を包囲されたが、そのとき眼病を患っていたため、やむなく弟の正綱を残して岸和田宝隆寺へと後退した。このとき正綱は奉行所で豊臣軍と戦って戦死している。徳川軍本隊が大坂城を包囲するとこれに加わったが、戦後は職を辞した。寛永14年（1637年）死去。家督は外孫にあたる正信が継いだ。